# Мусатенко, Людмила Ивановна
Людмила Ивановна Мусатенко (укр. Людмила Іванівна Мусатенко; 1936—2018) — советский и украинский учёный в области физиологии растений, доктор биологических наук (1986), профессор (1991), член-корреспондент Национальной академии наук Украины (2003). Заслуженный деятель науки и техники Украины (2006).

## Биография
Родилась 24 февраля 1936 года в Киеве, Украинской ССР.
С 1953 по 1958 год обучалась на биологическом факультете Киевского государственного университета имени Т. Г. Шевченко.
С 1958 года на научно-исследовательской работе в Институте ботаники имени Н. Г. Холодного АН Украинской ССР — Национальной академии наук Украины в качестве лаборанта, аспиранта и научного сотрудника, с 1979 года — главный научный сотрудник и руководитель отдела физиологии растений, занималась исследованиями адаптации и функционирования гормональной системы на действия внешних факторов. Одновременно с 2007 года являлась руководителем Центра коллективного пользования хроматомасспектрометрии этого института.
Помимо основной деятельности Л. И. Мусатенко занималась экспедиционной работой являясь руководителем биологического научного отряда научно-исследовательского судна «Академик Вернадский», и являлась руководителем биологической научной экспедиции проходившей в Индийском океане.

### Научно-педагогическая деятельность и вклад в науку
Основная научно-педагогическая деятельность Л. И. Мусатенко была связана с вопросами в области физиологии растений, занималась исследованиями гормонального комплекса водорослей, грибов и сосудистых растений различных таксономических групп, для изучения путей эволюции гормональной системы и роли этой системы в формировании жизненной стратегии растительных видов, ей впервые было установлено что основным процессом при прорастании семян является растягивание клеток гипокотиля. Л. И. Мусатенко была создателем нового направления в области физиологии растений — структурно-функциональные основы роста осевых зародышевых органов, созданного после исследования метаболизма и клеточного роста зародышевых органов прорастающих и дозревающих семян.
Л. И. Мусатенко являлась — членом Учёного совета Института ботаники имени Н. Г. Холодного НАН Украины, членом
Украинского ботанического общества, Украинского общества физиологов растений и Federation of European Societies of Plant Biology (FESPB). Являлась членом редакционной коллегии научных журналов: «Украинский ботанический журнал», «Альгология», «Вестник Харьковского национального аграрного университета», «International Jornal of Algae» и «Studia Biologica».
В 1967 году защитила кандидатскую диссертацию по теме: «Азотсодержащие
вещества и рост растений», в 1986 году защитила докторскую диссертацию на соискание учёной степени доктор геолого-минералогических наук по теме: «Pост и метаболизм зародышевых органов растений». В 1991 году ей было присвоено учёное звание профессор. В 2003 году она была избрана — член-корреспондентом Национальной академии наук Украины по Отделению Общей биологии. Л. И. Мусатенко было написано более пятисот научных трудов и шесть монографий, под её руководством было подготовлено семнадцать кандидатских и одна докторская диссертация.

## Основные труды
- Азотсодержащие вещества и рост растений. — Киев, 1967. — 178 с.
- Физиология корня / К. М. Сытник, Н. М. Книга, Л. И. Мусатенко ; АН УССР. Ин-т ботаники. — Киев : Наукова думка, 1972. — 356 с.
- Физиология листа / К. М. Сытник, Л. И. Мусатенко, Т. Л. Богданова ; Под общ. ред. К. М. Сытника. — Киев : Наук. думка, 1978. — 391 с.
- Рост и метаболизм зародышевых органов растений. — Киев, 1985. — 442 с.
- Регуляторы роста и развития растений : Материалы II Всесоюз. конф. по регуляторам роста и развития растений, Киев, 25-27 мая 1988 г. / Отв. ред. Л. И. Мусатенко, В. И. Кефели. — Киев : Наук. думка, 1989. — 325 с. ISBN 5-12-001866-1
- Роль синтеза мРНК и белка в прорастании семени / Л. Е. Шкуратова, Л. И. Мусатенко; АН УССР, Ин-т ботаники им. Н. Г. Холодного. — Препр. — Киев : Ин-т ботаники, 1990. — 31 с[4]

## Награды, звания, премии
- Орден «Знак Почёта»
- Заслуженный деятель науки и техники Украины (2006)
- Премия имени Н. Г. Холодного АН Украинской ССР (1975 — за монографию «Физиология корня»)[1][2][3]